# Nototriche jamesonii
Nototriche jamesonii é uma espécie de angiospérmica da família das Malvaceae.
Apenas pode ser encontrada no Equador.
Os seus habitats naturais são: campos de altitude subtropicais ou tropicais.